# Войцех Бартош Ґловацький
Во́йцех Ба́ртош (1794 року отримав прізвище Ґлова́цький; пол. Wojciech Bartosz Głowacki; бл. 1751, Жендовиці — 1794, Кельці) — польський селянин, косинер часів повстання Костюшка 1794 року, хорунжий краківських ґренадерів.

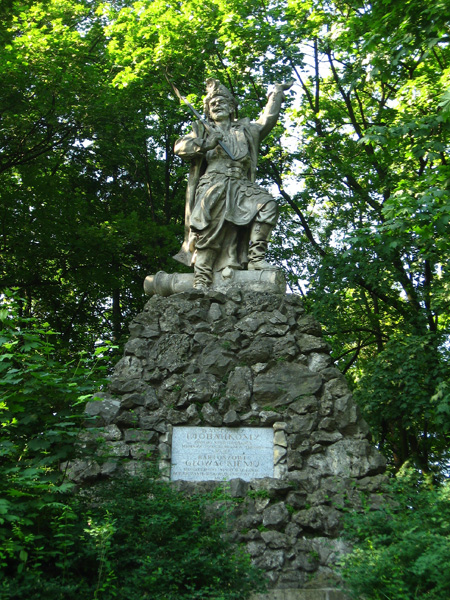
Пам'ятник Ґловацькому у Львові

Брав участь у повстанні Костюшка 1794 року, у битві під Раславцями 4 квітня 1794 року відзначився великою мужністю (здобув російську гармату), за що отримав звання хорунжого та прізвище Ґловацький. 6 червня 1794 року Бартоша смертельно поранили в битві під Щекоцинами, помер і був похований у Кельцях. 
Після поразки повстання став символом хоробрості та мужності.

## Вшанування пам'яті
У 1892—1943 роках у Львові була вулиця Гловацького (нинішня вулиця Якова Головацького).
1906 року у Львові наприкінці вулиці Личаківської — в Личаківського парку встановили пам'ятник Бартошу Ґловацькому. Він є останньою працею Юліана Марковського, який через смерть не встиг його завершити (замість нього це зробив Григорій Кузневич).